# 1970 في تونس
فيما يلي قوائم الأحداث التي وقعت خلال عام 1970 في تونس.

## سياسة

### تعيين في المنصب
- 1 يناير – محمد الهادي بلقاضي مفتي الجمهورية.
- 2 نوفمبر – الهادي نويرة رئيس حكومة تونس.

### انتهاء فترة المنصب
- 20 أبريل – محمد الفاضل بن عاشور مفتي الجمهورية.

## أفلام
من الأفلام التي صدرت هذه السنة في تونس:
- 1 يناير – الفلاقة من إخراج عمار الخليفي.

## مواليد

### يناير
- 21 يناير – صابر بوعطي سياسي من تونس.

### فبراير
- 28 فبراير – يمينة الزغلامي سياسية من تونس.

### مارس
- 14 مارس – لطفي العبدلي ممثل تونسي.
- 22 مارس – معز إدريس

### أبريل
- 16 أبريل – سراج الدين الشيحي لاعب كرة قدم تونسي.

### يونيو
- 15 يونيو – سمير السليمي لاعب كرة قدم تونسي.

### يوليو
- 2 يوليو – نزار سامي لاعب كرة قدم تونسي.

### أغسطس
- 16 أغسطس – رؤوف بوزيان لاعب كرة قدم تونسي.

### سبتمبر
- 15 سبتمبر – عادل بن مبروك

### نوفمبر
- 13 نوفمبر – محمد علي بن جمعة

## وفيات

### مارس
- 27 مارس – علي الرياحي (مواليد 1912)

### أبريل
- 20 أبريل – محمد الفاضل بن عاشور (مواليد 1909)